# 漢斯·馮·克斯特
漢斯·路德維希·雷蒙德·馮·克斯特（德語：Hans Ludwig Raimund von Köster，1844年4月29日-1928年2月21日）是一名德國海軍軍官，曾在普魯士海軍服役，後來在德意志帝國海軍服役。他以海軍元帥的身份退休。